# Starihov Vrh
Starihov Vrh este o localitate din comuna Semič, Slovenia, cu o populație de 16 locuitori.